# Пандан (рослина)
Панда́н або панданус (лат. Pandanus) — рід рослин родини панданових. Рід містить понад 600 видів, які ростуть в Африці, й регіоні, що охоплює південь Азії та Австралію.

## Класифікація
Рід пандан належить до класу однодольних рослин і містить 753 видів.

## Будова
Рід містить дерева та кущі розміром від 1  до 20 м, що візуально схожі на пальму, проте до пальм не належать. Мають широку крону, довге вузьке листя, важкі плоди-кістянки. На міцному стовбурі помітні шрами від відпалого листя. Доросла рослина може мати гілки, що широко розростаються.
Молода рослина випускає додаткові корені, що ростуть вниз від стовбура. Вони роблять для рослини додаткові підпорки, особливо якщо стовбур нахилений від вітру. Кожна підпорка може випускати додаткові корені. Таке коріння називають «крокуючим», оскільки складається враження ніби дерево хоче переміститися.

## Життєвий цикл
Рослини цього роду різностатеві, чоловічі та жіночі квіти ростуть на різних особинах. Жіноче дерево дає квіти з круглими плодами, які оточені приквітками. Окремий плід-кістянка   має кулясту структуру діаметром 10–20 см і нагадує плід ананаса. Як правило, плід змінює колір із зеленого на яскраво-помаранчевий або червоний у міру дозрівання. Плоди можуть зберігатися на дереві понад 12 місяців.

## Поширення та середовище існування
Росте в Азії та Океанії. Ці рослини ростуть від рівня моря до висоти 3300 м п
переважті в прибережних місцях існування в тропічному та субтропічному регіоні Тихого океану, де вони можуть протистояти посусі, сильним вітрам і соляним бризкаЛи легко розмножуються з насіння, але місцеві жителі також широко розмножують популярні сорти з живців гілок.
Види, що ростуть на відкритих прибережних мисах і вздовж пляжів, мають товсті «ходульні корені» як якір у пухкому піску.
Плоди пандануса їдять тварини, включаючи кажанів , щурів , крабів і слонів , але переважна більшість видів поширюється переважно водою. 
Його плоди можуть плавати й поширюватися на інші острови без допомоги людей.

## Практичне використання
Пандан має багато способів використання, що залежить від типу рослини та місця вирощування. Деякі пандани є джерелом їжі, а інші служать сировиною для одягу, плетіння кошиків і житла. 
Пандан запашний (лат. Pandanus amaryllifolius) використовують у тайській кухні як ароматизатор для солодощів та напоїв.Через схожість у використанні листя пандана іноді називають «ваніллю Азії». Сік з пандана — природний зелений барвник для їжі.
В Таїланді роблять десерт кханом чан.
В Індії, зокрема на Нікобарських островах, фрукти пандануса є основною їжею народів шомпен і нікобар.

## Галерея

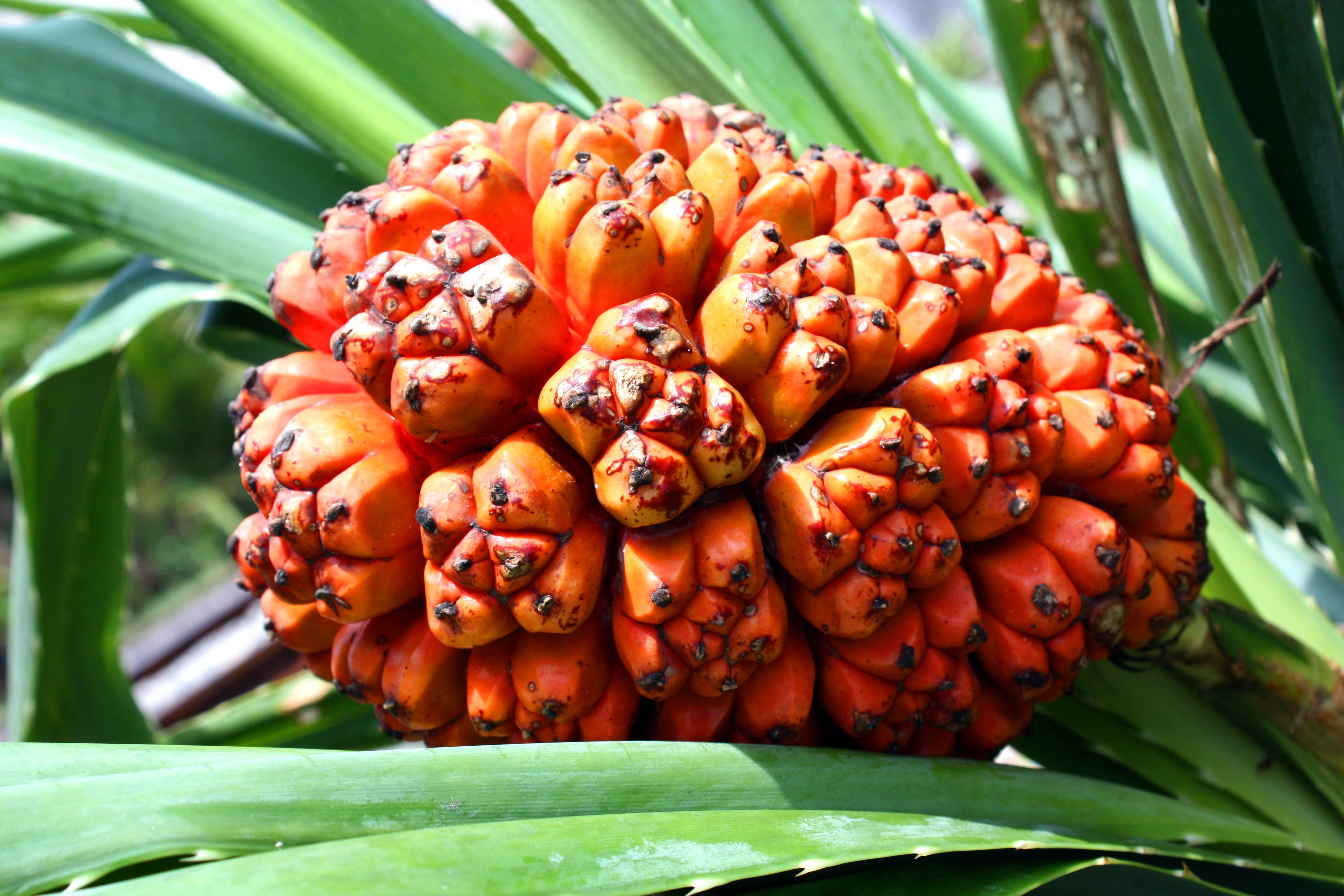
Плід Pandanus tectorius (Пу-хала)
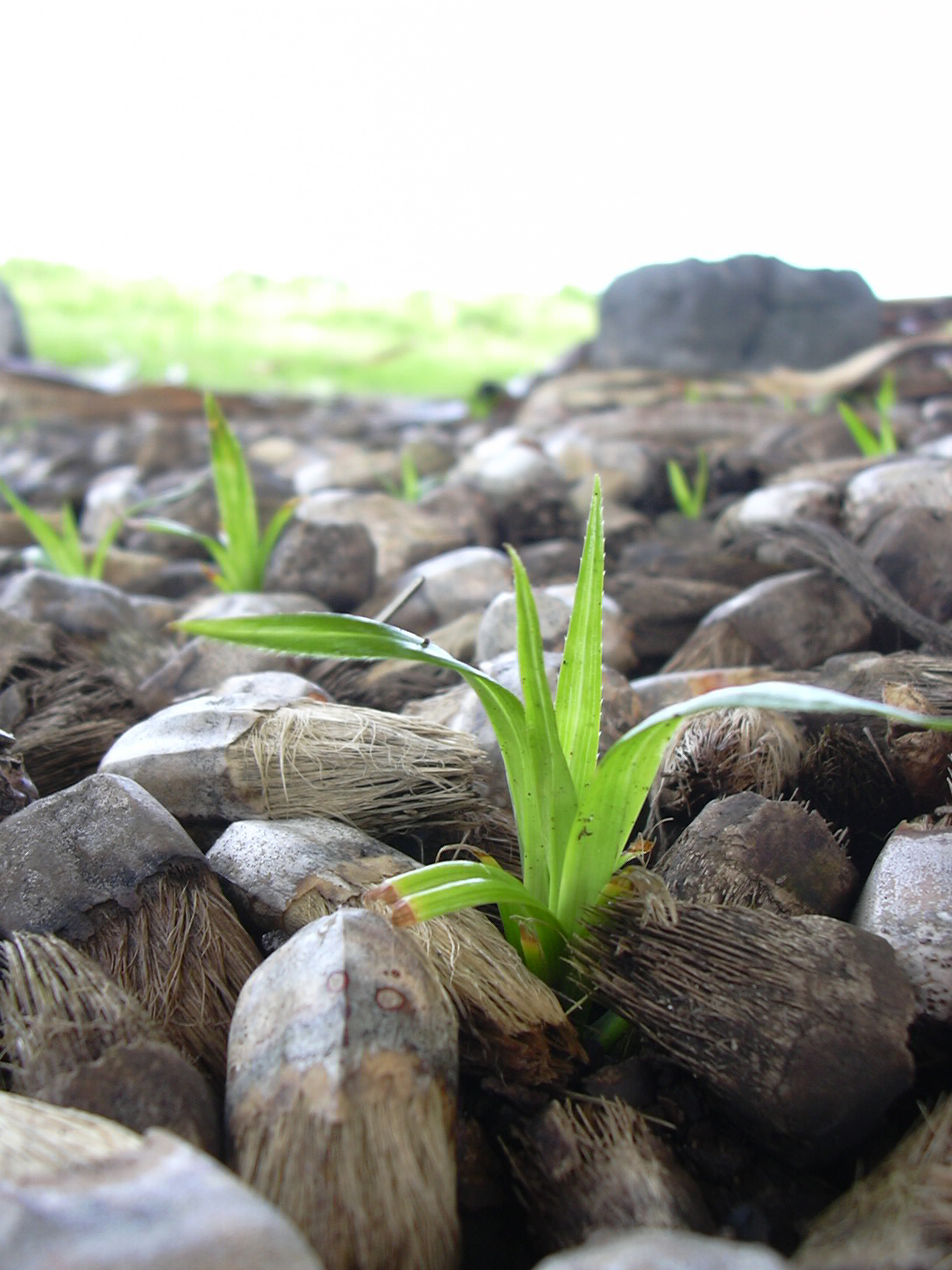
Проростання Pandanus tectorius
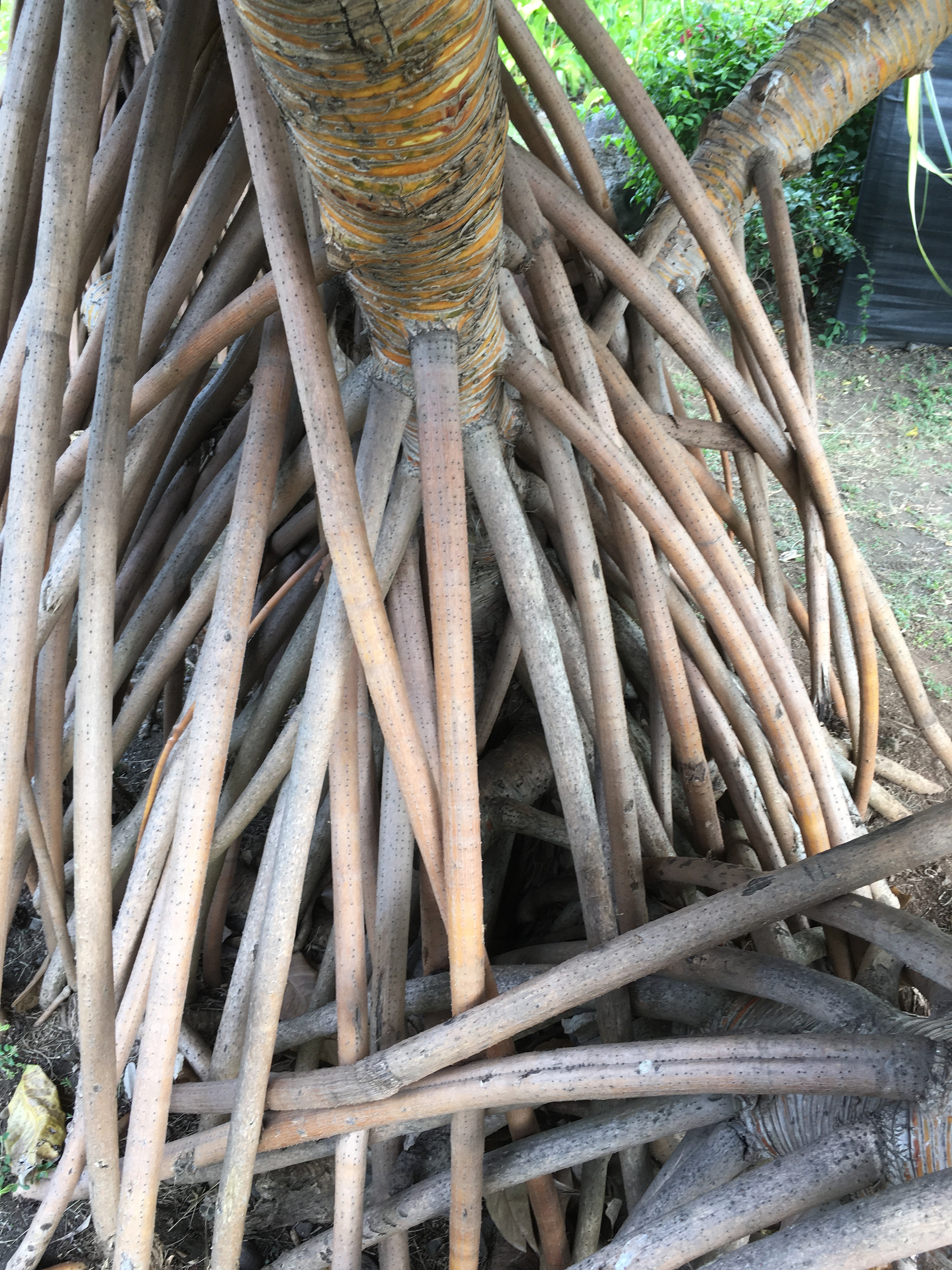
Крокуючі корені пандану
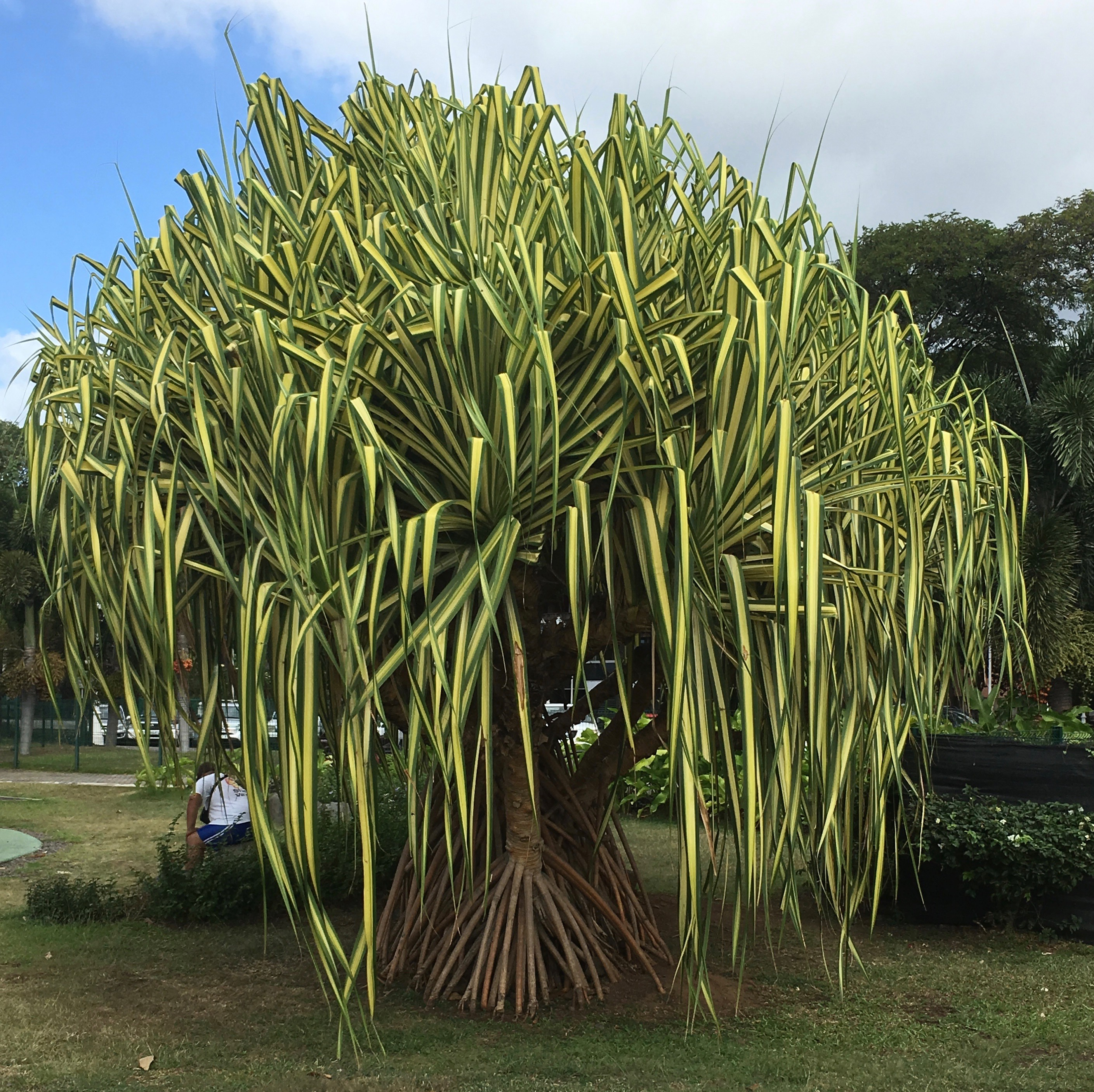
Дерево
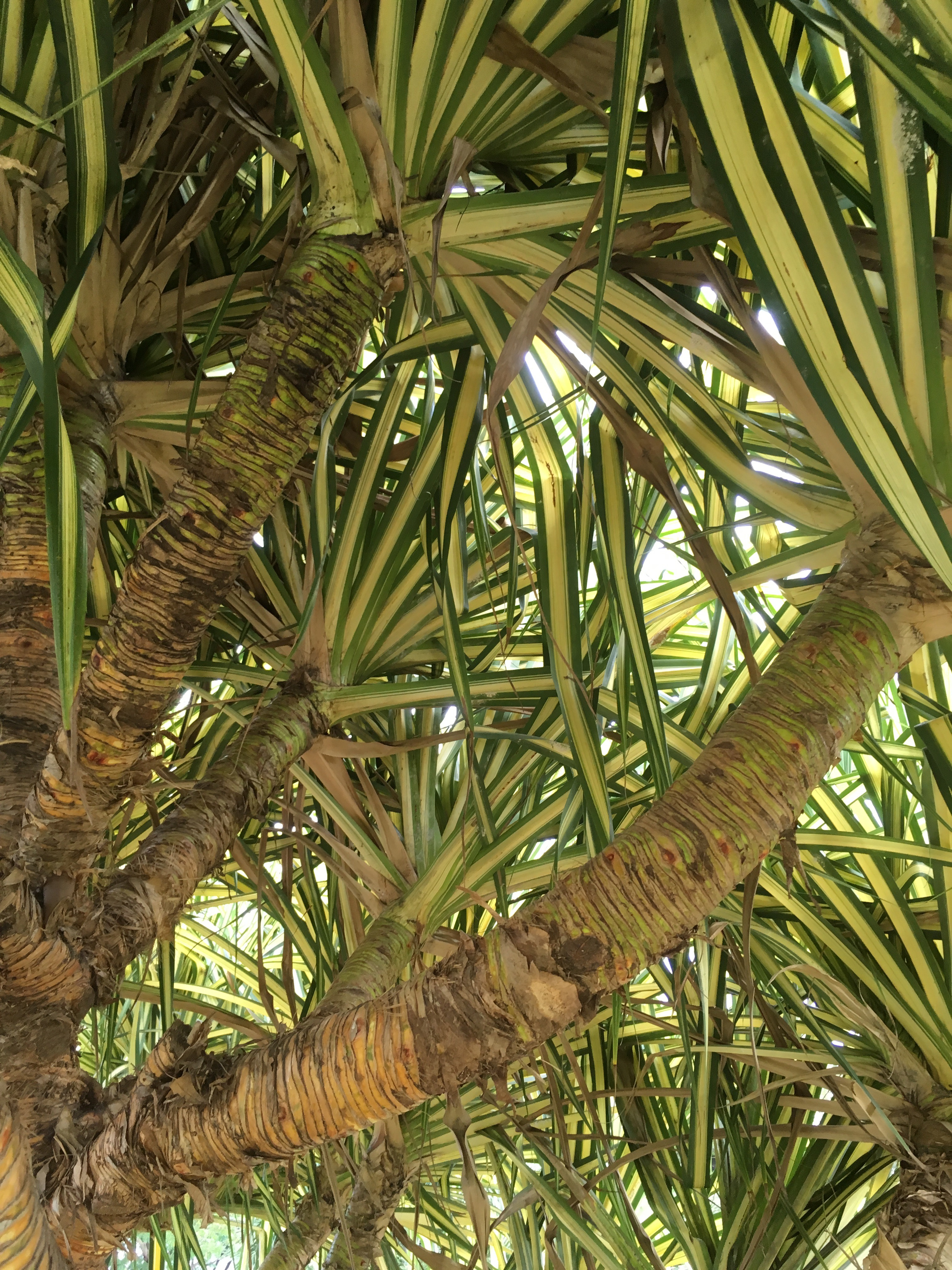
Гілки